# Shuangqiao (Chongqing)

Stadtbezirk Shuangqiao in Chongqing

Shuangqiao (chinesisch 双桥区, Pinyin Shuāngqiáo Qū) war ein Stadtbezirk der regierungsunmittelbaren Stadt Chongqing in der Volksrepublik China. Der Stadtbezirk hatte eine Fläche von 37,48 km². Bei Volkszählungen in den Jahren 2000 und 2010 wurden in Shuangqiao 42.033 bzw. 50.116 Einwohner gezählt. Am 22. Oktober 2011 wurde der Stadtbezirk aufgelöst und mit dem ehemaligen Kreis Dazu zum neuen Stadtbezirk Dazu vereinigt.